# Åhléns
Åhléns AB är ett svenskt detaljhandelsföretag med 50 varuhus i Sverige (01/2025), varav det största är Åhléns City på Klarabergsgatan 50 i centrala Stockholm. Huvudkontoret är beläget på Dalagatan 100 i Stockholm. Företaget grundades år 1899 av Johan Petter Åhlén och Erik Holm. Sedan 2022 ägs Åhléns av Axcent of Scandinavia AB.

## Historia

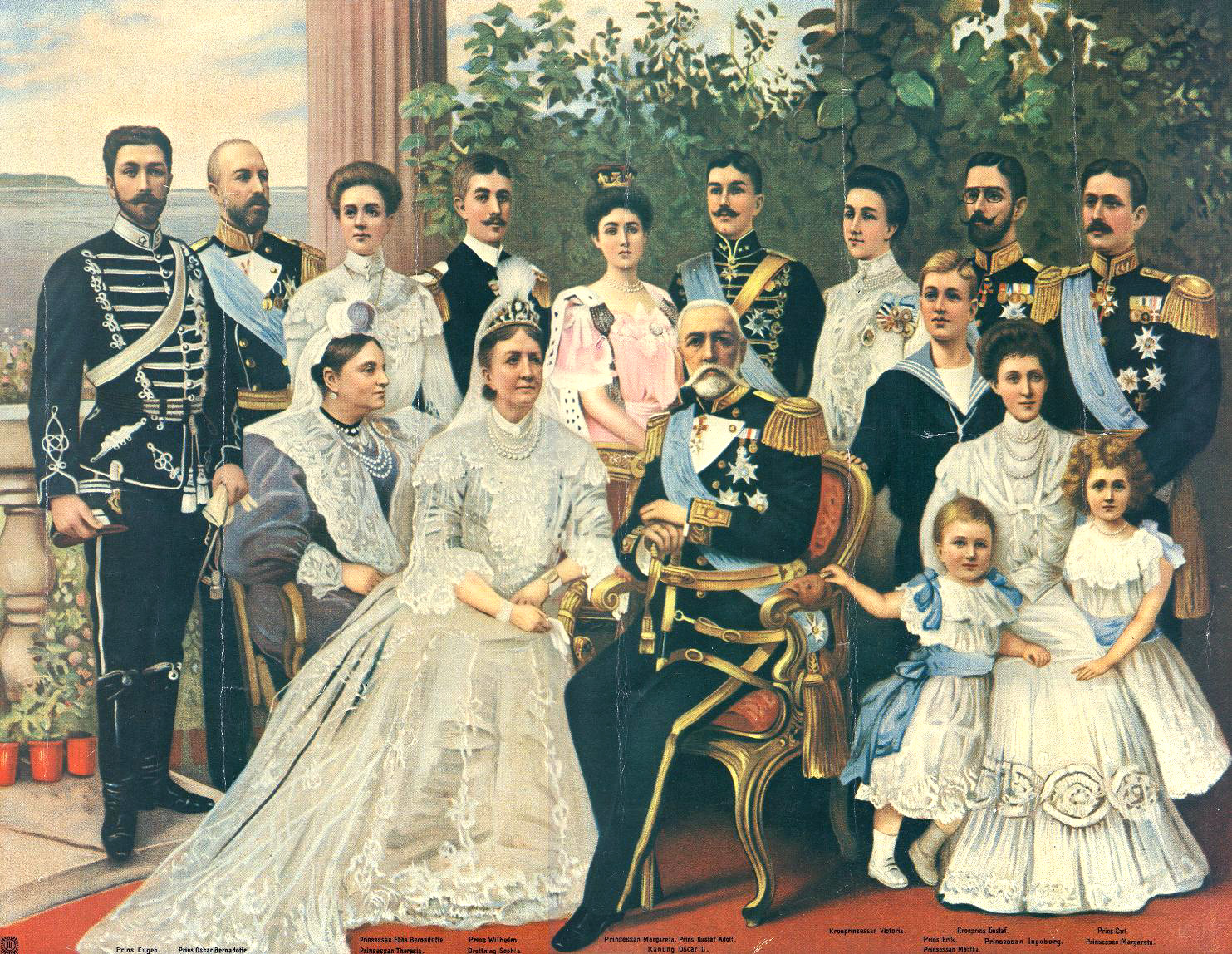
En av Åhléns mest populära produkter i början var en årligen återkommande gruppbild av den svenska kungafamiljen, här 1905 års version.

Åhlén & Holm var från början ett postorderföretag i Insjön. Den allra första produkten man hade i sitt sortiment, var en tavla med kungafamiljens porträtt som de följande åren såldes i över hundratusen exemplar. Den första katalogen kom ut redan efter ett par månader och innehöll 272 artiklar. Andra framgångsrika produkter var vykort, som blev populära att samla och byta. Erik Holm drog sig tidigt ur firman, som dock behöll namnet. År 1904 omsattes drygt 168 000 kronor och 50 866 paket avsändes. Antalet anställda var 16 stycken. År 1908 avsändes 251 623 paket. För att säkerställa logistiken flyttade Posten i Insjön in i Åhlén & Holms lokaler den 1 oktober 1906.
Åhlén & Åkerlunds förlagsverksamhet gav 1906 ut sin första jultidning, Julstämning, som sålde i 96 000 exemplar och 1912 i 300 000 exemplar. År 1912 översattes den till engelska, avsedd för England, USA, Kanada och Australien. Här samlades den tidens största konstnärliga- och lyriska namn i Sverige: Bo Bergman, Helena Nyblom, Albert Engström, Anders Zorn, Carl Larsson, prins Eugen med flera. Vid firmans 10-årsjubileum omsattes 1,5 miljoner kronor med 255 anställda.
År 1915 flyttades verksamheten till Stockholm. Där lät Johan Petter Åhlén uppföra en huvudbyggnad i sju våningar, samt 4 andra byggnader med en sammanlagd golvyta på 14.000 kvadratmeter. Byggnaden vid Ringvägen 100-102, även kallad "Åhléns Skanstull", ritades av arkitekten Edvard Bernhard och blev en monumental avslutning på hörnet Götgatan och Ringvägen. Lokalerna invigdes den 15 november 1915. Den välkända klotformade klockan och tornet med ett rött "Å" finns alltjämt kvar och har blivit ett karaktäristiskt inslag i Stockholms stadsbild. Den fortsatta expansionen krävde större utrymmen, och den 7 januari 1928 påbörjades ett nybygge av ett kompletterande affärshus. Man fick därvid riva flera byggnader vid Götgatan, bland annat det Emporagriuska huset från 1670-talet, även kallat "Drottning Kristinas jaktslott". Den 1 maj 1929 var bygget klart. Man förfogade nu över 22 000 kvadratmeter.
På 1930-talet beslöt J.P. Åhlén, efter en studieresa till USA, att komplettera verksamheten med en detaljhandelskedja med enhetligt låga priser. Det första Tempovaruhuset öppnades den 22 oktober 1932 vid Östermalmstorg i Stockholm. J.P. Åhlén avled i mars 1939. Därefter blev sonen Gösta Åhlén verkställande direktör, en post som han innehade till 1969. Femtioårsjubilerande Åhléns omsatte 87 miljoner kronor.
Vid årsskiftet 1961–62 upphörde postorderrörelsen och verksamheten koncentrerades till Tempokedjan. Den 9 september 1964 invigdes paradhuset Åhléns City vid Klarabergsgatan 50 mitt i Stockholm, nära T-centralen; denna gång var arkitekten den kända firman Backström & Reinius. På 1970-talet slogs Tempokedjan ihop med Epa. Även varuhuset NK ingick i koncernen under perioden 1976–83. År 1985 omprofilerades samtliga varuhus till Åhléns. Mellan 1988 och 2022 ägdes Åhléns av Axel Johnson AB.
Åhléns köpte 2002 kosmetikkedjan KICKS och 2004 även butikskedjan Lagerhaus som säljer accessoarer till hemmet. Båda företagen är 2017 fristående från Åhléns AB. Åhléns har 62 varuhus i Sverige, juni 2018.
2019 meddelade företaget att de påbörjat ett samarbete för samtliga kanaler med betalteknikföretaget Adyen.
Den 29 juni 2022 meddelades att Axel Johnson AB sålde Åhléns till en ägarkonstellation ledd av Ayad Al Saffar genom Axcent of Scandinavia AB som majoritetsägare och Torsten Janssons och Göran Härstedts Härstedt & Jansson Invest AB som passiv finansiell minoritetsinvesterare. Affären förväntades slutföras i augusti 2022. Genom ägarbytet tog Al Saffar över posten som vd för Åhléns.

## Bilder

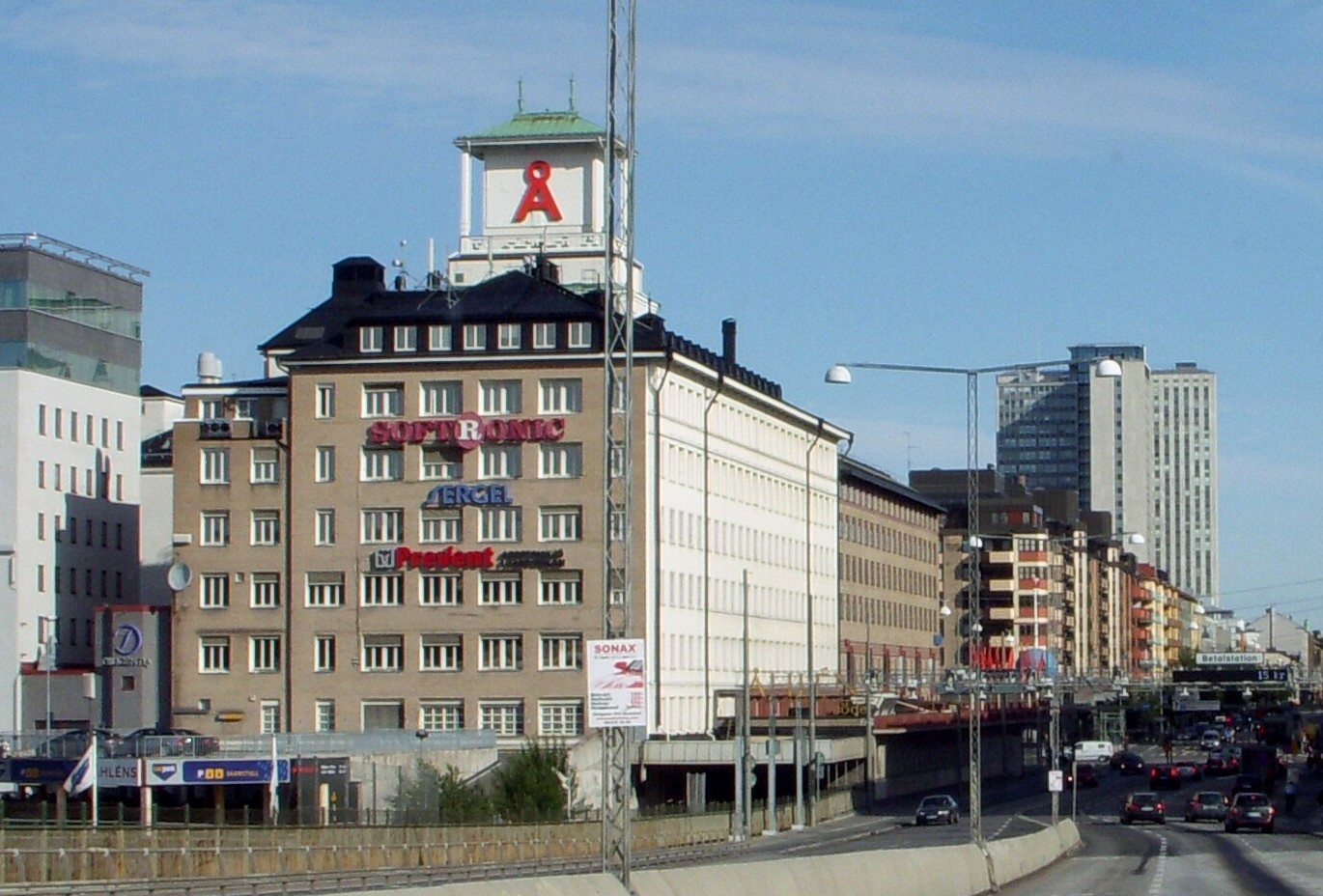
Åhléns Skanstull i Stockholm.
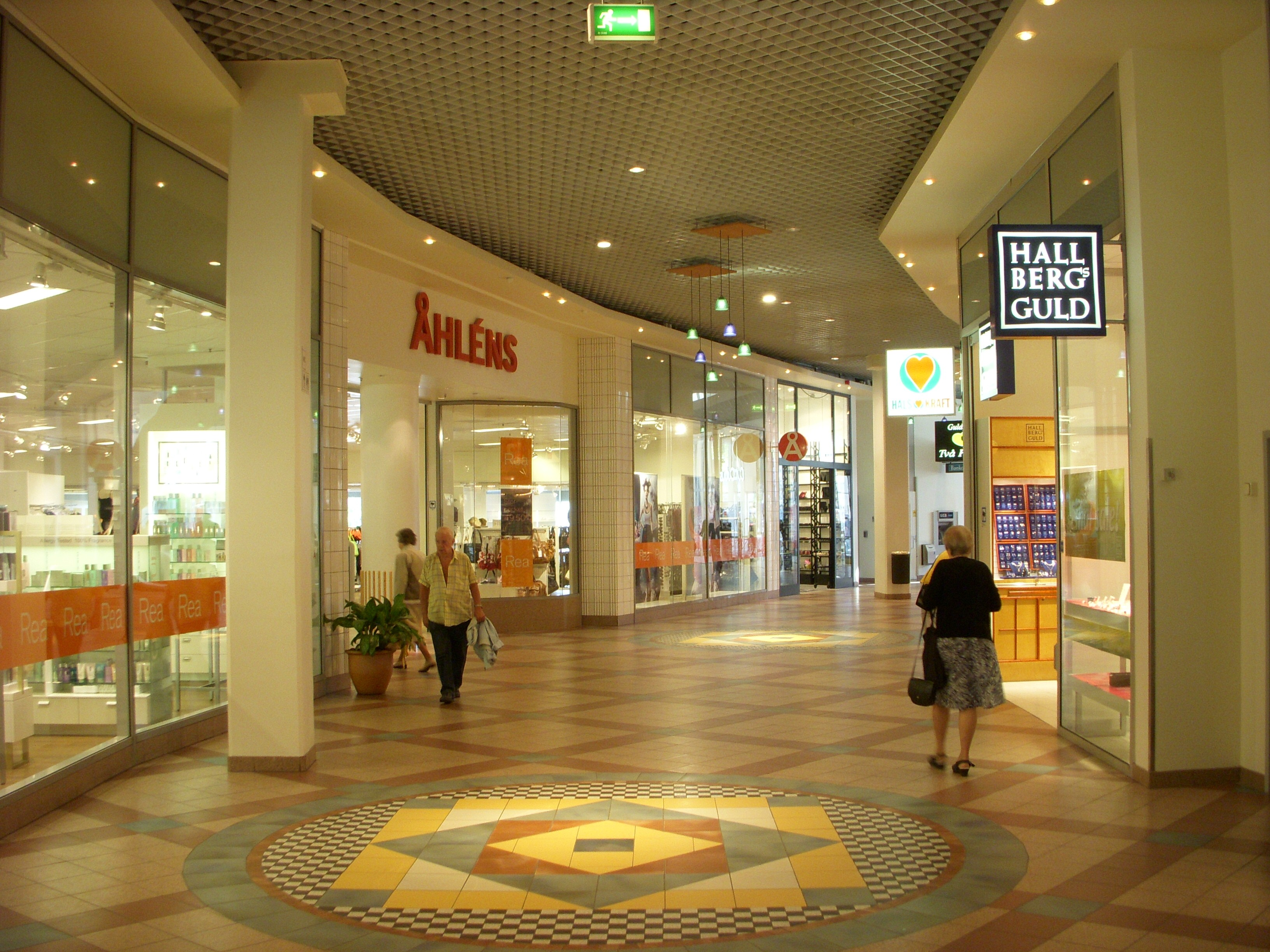
Åhléns i Farsta centrum i Stockholm.
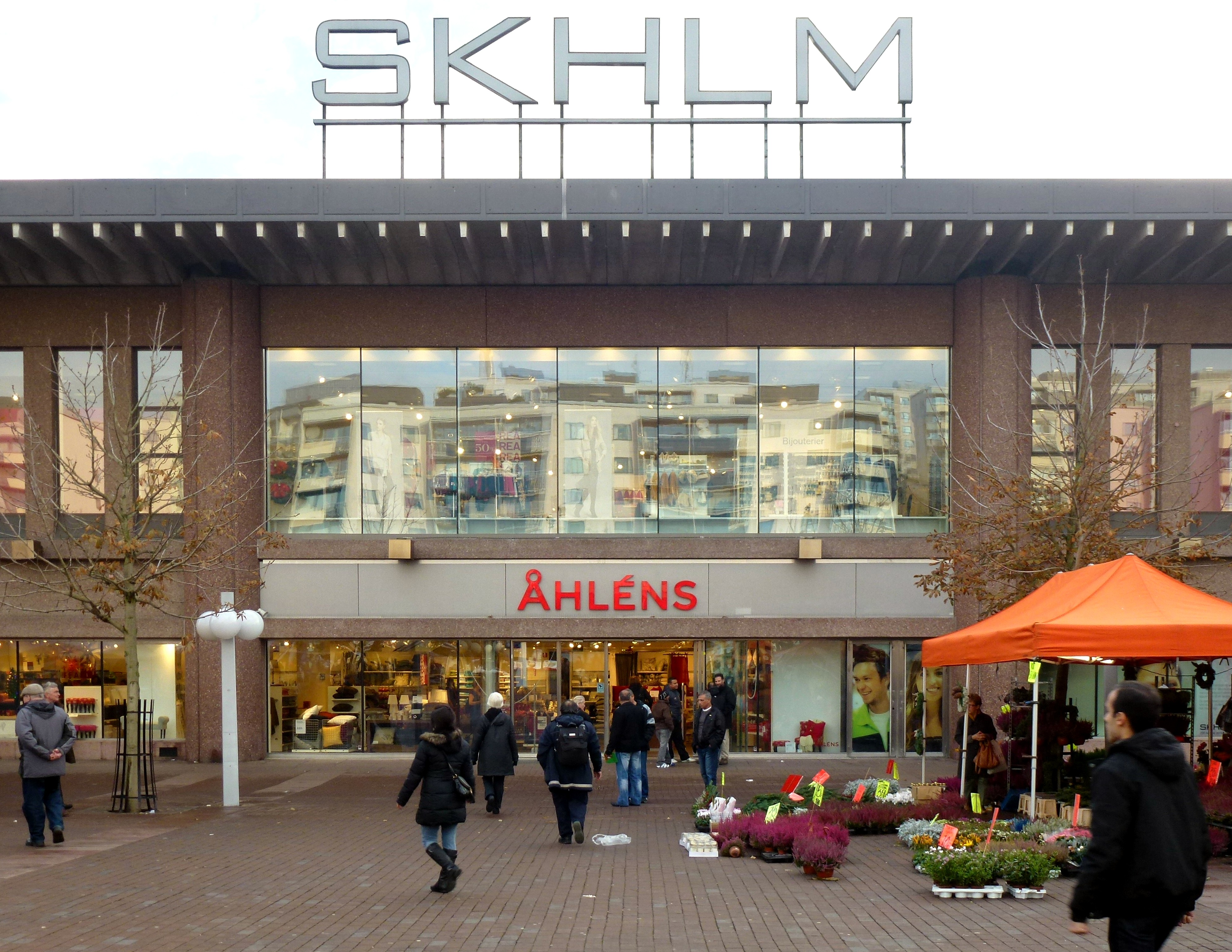
Åhléns i Skärholmens centrum stängde 2016.
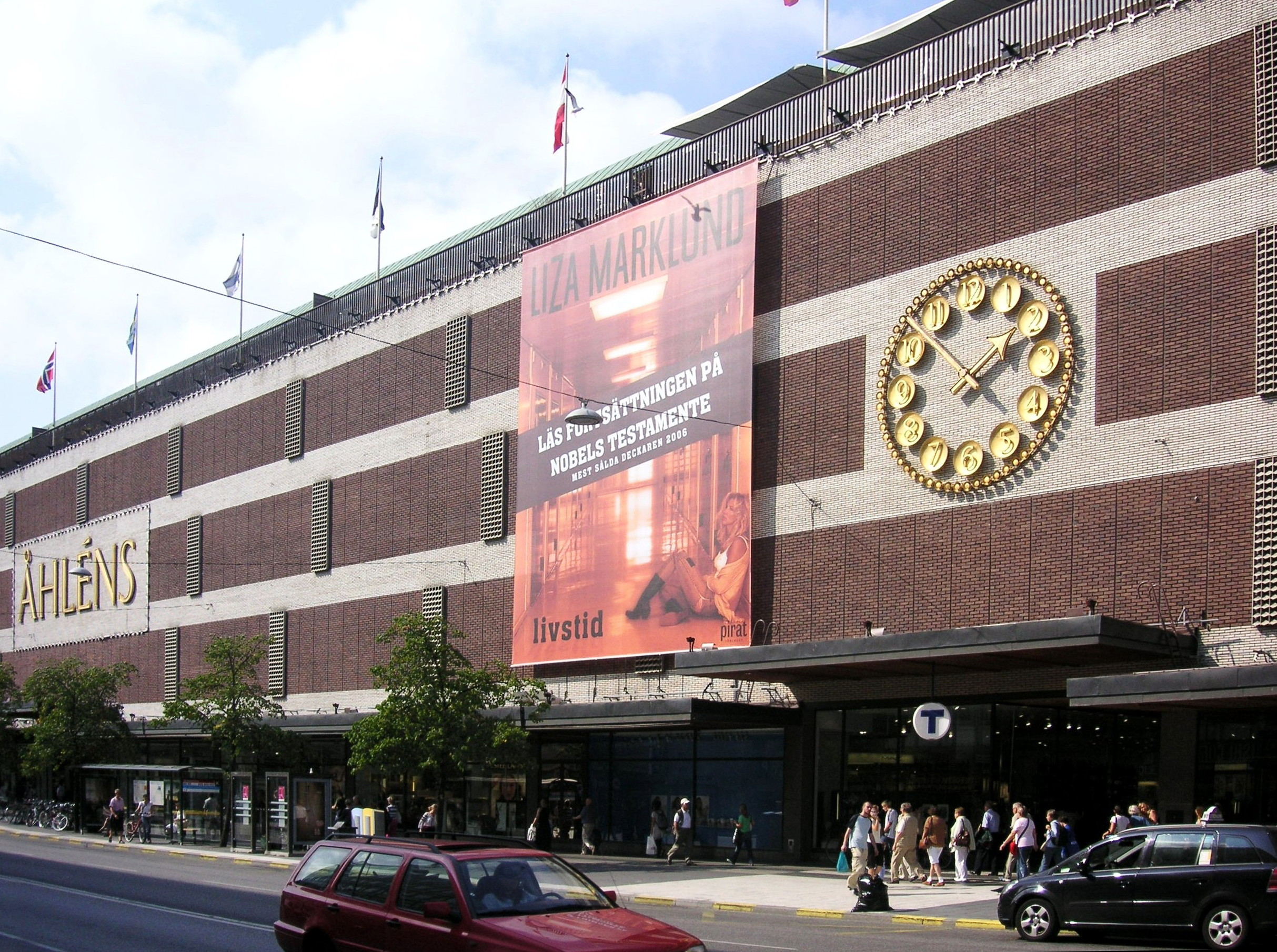
Åhléns City i Stockholm.
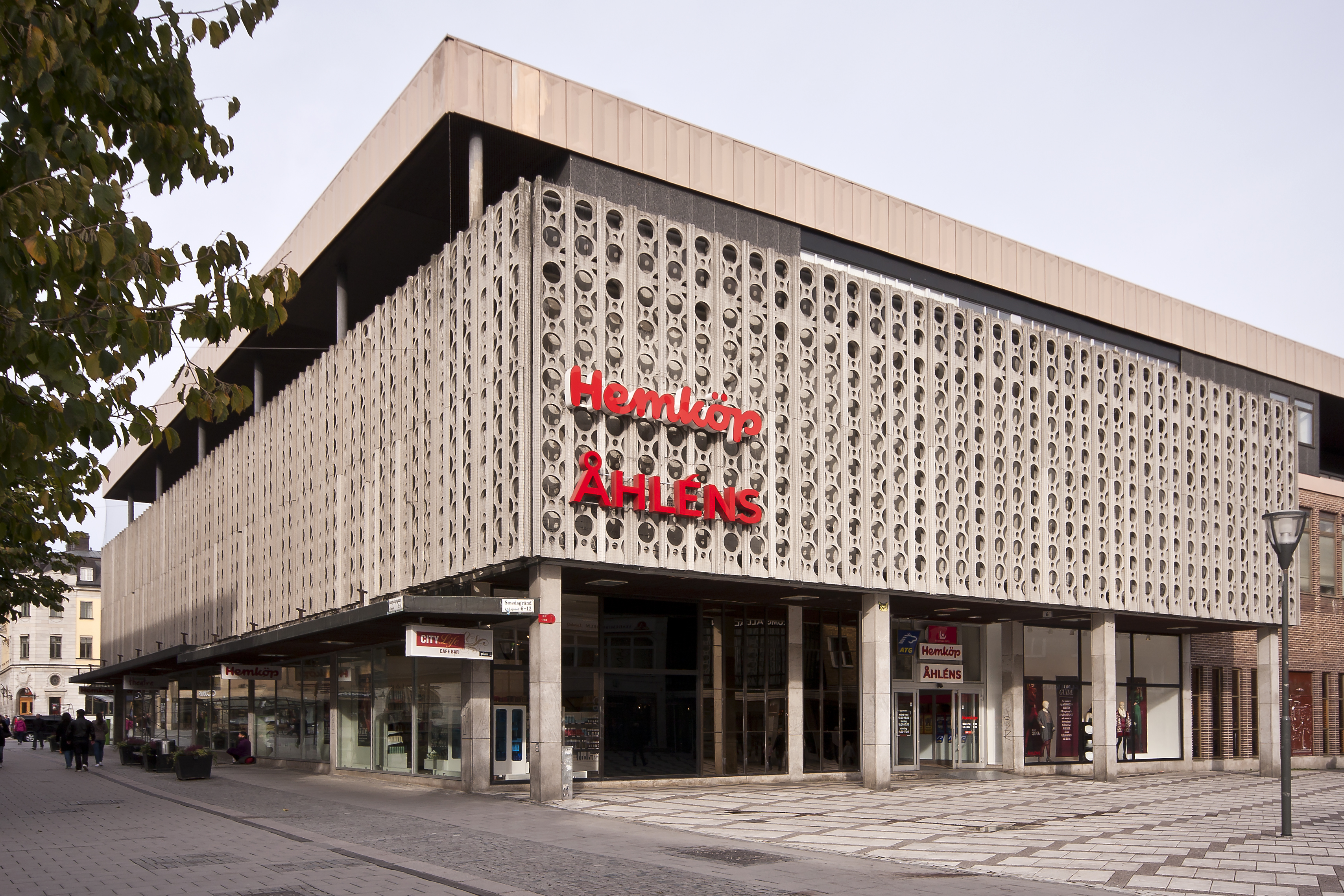
Åhléns i Uppsala, gamla fasaden.